# 벨 X-1

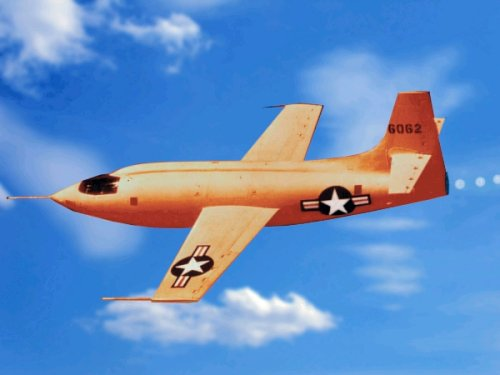
벨 X-1의 비행중 모습

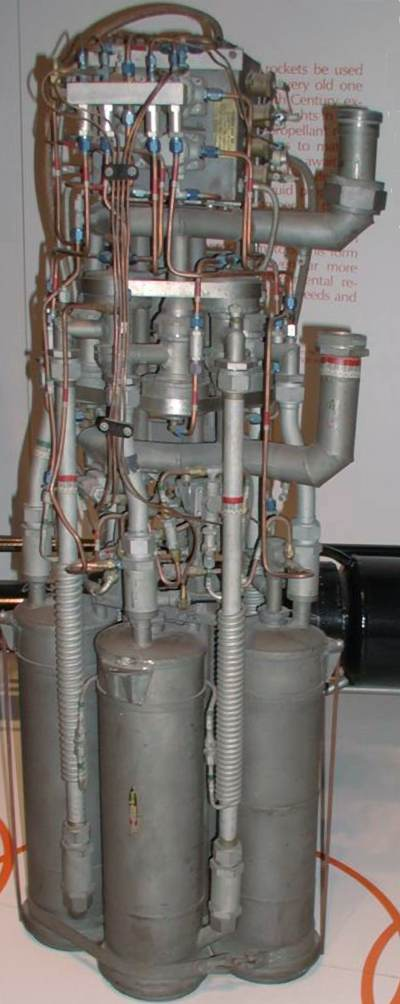
XLR-11의 로켓 엔진

벨 X-1(Bell X-1), 또는 XS-1은 미국의 유인 실험기로, 세계 최초로 수평 비행으로 음속을 돌파한 로켓 기체이다.
1946년 1월 19일에 첫 비행이 이루어졌으며, 현재는 은퇴하였다. 주요 사용자는 미국 공군과 미국 국가항공자문위원회(NACA)였다.

## 같이 보기
- 마하 수